# Tommaso Maria Martinelli
Pour les articles homonymes, voir Martinelli.
Tommaso Maria Martinelli (né le 4 février 1827 à Lucques, en Toscane, et mort le 30 mars 1888) à Rome) est un cardinal italien du XIXe siècle.

## Biographie

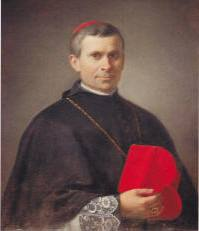

Tommaso Maria Martinelli est un théologien important lors du  Concile Vatican I en 1869-1870.
Le pape Pie IX le crée cardinal-diacre lors du consistoire du 22 décembre 1873. Il est pro-préfet de la Congrégation pour l'éducation catholique et préfet de la Congrégation des rites. 
Le cardinal Martinelli participe au conclave de 1878, lors duquel Léon XIII est élu pape. Il est préfet de la Congrégation de l'Index à partir de 1878 et devient camerlingue du Sacré Collège en 1883 et 1884.
Tommaso Maria Martinelli est le frère du cardinal Sebastiano Martinelli, membre comme lui de l'ordre des ermites de S. Augustin.

## Succession apostolique
Tommaso Maria Martinelli a ordonné les évêques suivants :
- Évêque Guglielmo Pifferi (de), O.E.S.A. (1887)